# Уметност Саудијске Арабије
Уметност Саудијске Арабије је повезана са земљом која је родно место ислама; она обухвата и уметност бедуинских номада и уметност седентарних народа региона као што су Хиџаз, Тихама, Асир и Наџд.

## Архитектура
Прва исламска џамија била је кућа исламског пророка Мухамеда у Медини. Када су је први пут саградили Мухамед и његови сапутници, била је направљена од једноставних блокова. Како је време пролазило и како су различита муслиманска царства и владари били почаствовани да владају Медином, џамија је била подвргнута различитим реконструкцијама. Последње су обавили различити саудијски краљеви. Садашња грађевина је прототип за сву каснију сакралну исламску архитектуру. Тренутни дизајн џамије посвећује велику пажњу свим детаљима; важни детаљи су под и тепих који се додирују главом у молитви. У Саудијској Арабији постоје различити регионални стилови архитектуре, и они су подељени у различите стилове. У региону Наџд, већина зграда је направљена од блатних цигли прекривених блатним малтером. У региону Хиџаз, већина зграда је направљена од коралне тканине и дрвета, са крововима од палмине сламе и дрвених греда. Постоје многи османски утицаји на архитектуру у овом региону.
У регионима Ал-Хуфуд, куће су обично на два или три спрата и окружују централно двориште.
У региону Асир, многе куће су направљене од грубо тесаног камена, а неке су направљене од комбинације камена и блата.

## Визуелна уметност
Племенски симболи који се називају „вусум“ исклесани су од стране Бедуина током праисторијских времена и налазе се као цртежи на стенама у брдима и пустињама Арабије. Током периода 1985–1990. спроведено је истраживање уметности на стенама и епиграфских налазишта Саудијске Арабије. Током овог периода, забележено је преко 1000 локалитета са цртежима у стенама. У ранијим фазама ове уметности, постојала су велика људска и животињска лица, а у каснијим фазама људска и животињска лица су била мања.

## Декоративна уметност
Уметност декорације је основни елемент идентитета у региону Асир. Ал-Кат Ал-Асири, уметничко дело које је на УНЕСКО-вој листи нематеријалног културног наслеђа човечанства, је древни уметнички облик популаран у региону Асир где су бели унутрашњи зидови домова осликани разним узорцима симбола и геометријских облика. Традиција фарбања кућа је јединствена за жене у региону, јер се дом сматра женским доменом.

## Уметнички покрет
Уметнички покрет у Саудијској Арабији започео је средином 60-их година од стране групе школских наставника ликовног и трајао је до средине 80-их.
Године 1972, Мухамед Саид Фарси је постао градоначелник приобалног града Џеде, чинећи град једном од највећих уметничких галерија на отвореном на свету.

## Преносиви уметнички облици
У Саудијској Арабији постоји много преносивих уметничких облика. На пример, ту су метални производи, накит, грнчарија и производи од коже. Чак и данас, многе бедуинке ткају и праве јарко обојене пругасте тепихе, замке за камиле и шаторе. Шатори су црни и направљени су од козје длаке, помешане са овчјом вуном и камиљом длаком.

## Уметничке изложбе
У Саудијској Арабији се организује низ уметничких изложби.

### Међународна уметничка изложба
У априлу 2019. године, међународна уметничка изложба је организована у Џеди у галерији Абдулах Ал-Касаби у оквиру Саудијског центра за ликовне уметности. Изложба је представила уметничка дела из Саудијске Арабије, као и из седам других земаља.

### Пејзажи душе
У Центру за светску културу „Краљ Абдулазиз“ (Итра) одржана је изложба на којој је представљено 40 дела норвешког уметника Едварда Мунка. Мункова изложена дела одражавају његова лична животна искуства патње, љубави, очаја, усамљености и размишљања о души. Изложба је представила литографске верзије Мункових познатих слика, укључујући Крик , Летњу ноћ, Глас, Аутопортрет и Болесно дете.

### Баит Ал-Ходаиф
Баит Ал-Ходаиф је мали уметнички музеј и непрофитна уметничка организација са седиштем у Џеди. Састоји се од 14 соба које приказују уметничка дела од 1910-их до 1980-их. Циљ му је да промовише културу уметности у Саудијској Арабији одржавањем многих догађаја и изложби.

### Сајам уметности Шара
Сајам уметности Шара је уметничка изложба коју организује Саудијски уметнички савет. Специјализована је за представљање колекције уметничких слика и дела из различитих области. Циљ сајма је промоција нових уметника и продаја њихових производа, као и подршка младим уметницима.

### Канваш студио
Канваш је уметнички студио и изложба коју је основала саудијска уметница Мајса бинт Ахмед Ал-Руваишед. Студио, смештен у источној покрајини Саудијске Арабије, има за циљ да одражава културу саудијског друштва. Штавише, студио одржава низ радионица за едукацију младих саудијских уметника и ширење културе уважавања уметности.

### Уметнички институт Миск
Основан 2017. године, Институт за уметност Миск (MAI) је уметничко одељење Фондације MiSK (Mohammed Bin Salman Foundation). MAI је предводио саудијски павиљон на Венецијанском бијеналу 2019. године, организујући изложбу саудијске уметнице Захре Ал Гамди са седиштем у Џеди. Од 3. децембра 2020. до 28. фебруара 2021, MAI је организовао Mukooth, изложбу на којој су представљени саудијски уметници у настајању, укључујући Муханада Шоноа, Алау Ал Гуфаилија, Сада АлХоведеа, Ајмана Зеданија и Хмуда Ал Атавија.

## Академије уметности
У земљи ће бити основане три академије посвећене уметности, наслеђу и музици, које ће примати пријаве студената и полазника. Академије су део иницијатива Програма квалитета живота и нудиће квалификације у уметности.

## Позориште и филм
Увођење позоришта на културну сцену Саудијске Арабије организовали су запослени у Арапско-америчкој нафтној компанији, сада познатијој као Арамко, у својим стамбеним комплексима који се налазе у граду Дахрану. Шири тренд одласка у биоскоп у Краљевству појавио се током 1930-их и његова популарност се наставила све до раних 1980-их. Током педесетих година прошлог века, биоскопи на отвореном су се појавили у неколико саудијских градова, са пројекцијама на отвореним просторима око кућа, које су добиле имена по својим власницима. До касних 1970-их, биоскопи су били намењени само мушкој публици у разним спортским клубовима; међутим, 2017. године, биоскопима је званично дозвољено да раде у Краљевини.

## Музика
Историјски гледано, Арапи су преносили своје музичко наслеђе са генерације на генерацију усменим путем. Ове традиције су често биле сличне у различитим жанровима због културног преплитања западних и источних делова Арапског полуострва са онима из суседних земаља. Сваки регион и прилика имали су свој јединствени облик музике, посебно под утицајем занимања и окружења, као што су Ал Хаијана (певање на камили), Хеда'а Ал Савани (црпљење воде из бунара помоћу камила, бикова и магараца), Хеда'а Ал Ебел, Ал Дана (позната широм Залива и западне саудијске обале због своје повезаности са морима), уз песме повезане са грађевином, пољопривредом и млевењем.
Саудијска музика је почела да се развија почетком 1950-их са текстовима под утицајем панарапског музичког покрета; то је довело до поделе музичких дела између певача и композитора.

## Ликовна уметност
Рукотворине су означиле почетак саудијске ликовне уметности у њеном модерном смислу, придруживши се ансамблу других уметности и заната који укључују арапску калиграфију. Уметност и занати у својим различитим облицима били су кључни у стварању предмета свакодневне употребе, од украса и алата до декорација и одеће, служећи као средство занатства у предмодерној Саудијској Арабији.
За разлику од модерне уметности, рукотворине нису биле ограничене само на своје естетске карактеристике, већ су биле дубоко повезане са средствима за живот, јер су се на локалним пијацама појављивале сезонски. Арапска калиграфија је такође заузела почасно место у културном друштву због свог верског значаја.
Истраживачи и историчари се слажу да се саудијска ликовна уметност успешно уклопила у модерну саудијску културу након усвајања уметничког образовања као основног предмета у мушким школама 1957. и женским школама 1959. године. Уметничко образовање и часови су првенствено користили оловке, пастелне боје, восак и угаљ.
Пресудни тренутак за сцену ликовних уметности у Саудијској Арабији било је оснивање Института за уметничко образовање у Ријаду 1965. године, који се фокусирао на обуку наставника и развој конзистентних ресурса и стандардизованог наставног плана и програма. Због недостатка специјализованих академија ликовних уметности, академски институт је испуњавао свој мандат тако што је стварао наставнике уметности.